# Сава Иванов (кмет на Дряново)
Сава Иванов е български общественик и първи кмет на Дряново.

## Биография
Роден е през 1814 г. в Дряново в богато чорбаджийско семейство. Участва в националноосвободителните движения за църковна независимост и един от основателите на читалище „Общий труд“ в Дряново през 1869 г. След епопеята на Дряновския манастир от 1876 г. става главен защитник на опазването на града от турски издевателства и разорение. Първата задача на местната власт е да бъдат записани опълченците от Дряновския край. Общината полага грижи за изхранването на руските военни части, намиращи се в Дряново. По време на Шипченските боеве Дряново е превърнато в лазарет.
Кмет е на Временното общинско управление в Дряново от 8 юли 1877 до 1879 г. По време на управлението му Дряново се признава за град.
Умира през 1904 г. и е погребан в църквата „Свети Никола“ в Дряново.